# François Charrière
François Charrière (Cerniat, 1 de septiembre de 1893-Friburgo, 11 de julio de 1976) fue un sacerdote y obispo católico suizo. Entre 1945 y 1970 se desempeñó como obispo de Lausana, Ginebra y Friburgo.

## Familia
François Charrière era hijo de Louis Charrière, quien fue durante muchos años alcalde de su comuna, juez de paz y miembro del Gran Consejo de Friburgo.

## Educación
Después de asistir a la escuela primaria en su natal Cerniat, Charrière pasó seis años como alumno en el Collège Saint-Michel de Friburgo. Luego fue al Colegio de Stans para estudiar filosofía. En 1913 ingresó en el Seminario Mayor de Friburgo.

## Vida eclesiástica
Charrière fue ordenado sacerdote el 15 de julio de 1917. De 1921 a 1923 fue enviado por la diócesis de Roma al Colegio Angélico, donde escribió una tesis doctoral titulada Lo prohibido en el derecho eclesiástico. El 24 de abril de 1924 fue nombrado profesor en el Seminario Mayor de Friburgo. En 1932 se le confió la cátedra de Derecho Canónico en la Universidad de Friburgo, que ocupó hasta 1936, cuando se le concedió la condición de profesor extraordinario en excedencia.
Charrière fue director del periódico La Liberté de Friburgo entre 1941 y 1945. El 26 de marzo de 1960 fue recibido en audiencia privada por el Papa Juan XXIII.
También fue autor de varias obras religiosas, entre ellas Ego te absolvo (1939), La physionomie des Heures Canoniales (1941) y Problèmes d'aujourd'hui, Vérités de toujours (1944).

### Obispo de Lausana, Ginebra y Friburgo
El 20 de octubre de 1945, Charrière fue nombrado por Pío XII para suceder a Marius Besson como obispo de Lausana, Ginebra y Friburgo. Fue consagrado el 21 de noviembre de 1945 en la catedral de San Nicolás, en Friburgo.
Su mandato terminó a los 77 años, con el nombramiento de su sucesor, Pierre Mamie, el 29 de diciembre de 1970.

### Fraternidad Sacerdotal San Pío X
En 1969, cerca del final de su mandato en Friburgo, Charrière dio permiso al arzobispo Marcel Lefebvre para establecer un seminario dentro de su diócesis, en Écône. El 1 de noviembre de 1970, Charrière firmó los estatutos de la Fraternidad Sacerdotal San Pío X, otorgándole así autoridad oficial.